# اسم زمان ومكان
اسم المكان ويسمى الموضع هو اسم مشتق للدلالة على مكان وقوع الفعل. واسم الزمان هو اسم مشتق للدلالة على زمن وقوع الفعل.

## الصياغة
| صِيَغٌ اسْمَيْ الزمان والمكان                                                                                  |                                                            |                                               |
| الفعل الثلاثي                                                                                            | الفعل غير الثلاثي                                          | أمثلة                                         |
| مَـ -ْ -َ -                                                                                                 | مُـ -ْ - َ -                                                  | دَخَلَ -> يَدْخُـلٌ -> مَدْخَـل اِلْتَقَى -> يَلْتَقِي -> مُلْتَقَى |
| مَـ -ْ -ِ ِ -                                                                                                |                                                            | هَبَطَ -> يَهْبِطٌ -> مَهْبِطٌ                           |
| نأتي بهما من الفعل الماضي بزيادة ميم مفتوحة على حروف الفعل، و الوزن: مَفْعَل بفتح العين، أو مَفْعِل بكسر العين | نأتي بهما بنفس طريقة اسم المفعول ونفرق بينهم بالمعنى فقط . |                                               |

### من الفعل الثلاثي
- على وزن  مفعَل بفتح الميم والعين إذا كان الفعل معتل الآخر. أو كان صحيح الآخر و مضارعه مفتوح العين أو مضمومها.

مثل: سعى مسعى، رمى مرمى، جرى مجرى، سقى مسقى، لهى ملهى.
ومثل: قرأ مقرأ، بدأ مبدأ، لعب ملعب، خرج مَخرَج.
- على وزن مفعِل بفتح الميم وكسر العين إذا كان الفعل صحيح الآخر ومضارعه مكسور العين أو كان صحيح الآخر معتل الأول بالواو أو معتل الوسط بالياء.

مثل: نزل منزل، هبط مَهبِط، صار مصير، جلس مَجلِس. 

ومثل: وعد موعد، وقع موقع، ورد مورد.
- ويشتق اسم المكان من الفعل الثلاثي التام المتصرف على وزن مَفعَلة بفتح العين للدلالة على وقوع الفعل، ومكانه.

مثل: مزرعة، منامة.

### من الفعل غير الثلاثي
ويصاغ من الفعل غير الثلاثي على وزن الفعل المضارع مع إبدال حرف المضارعة ميما مضمومة، وفتح ما قبل الآخر
مثل: اجتمع يجتمع مجتمع، استودع يستودع مستودع. أخرج يخرج مخرج، استقر يستقر مستقر.